# EyeSight

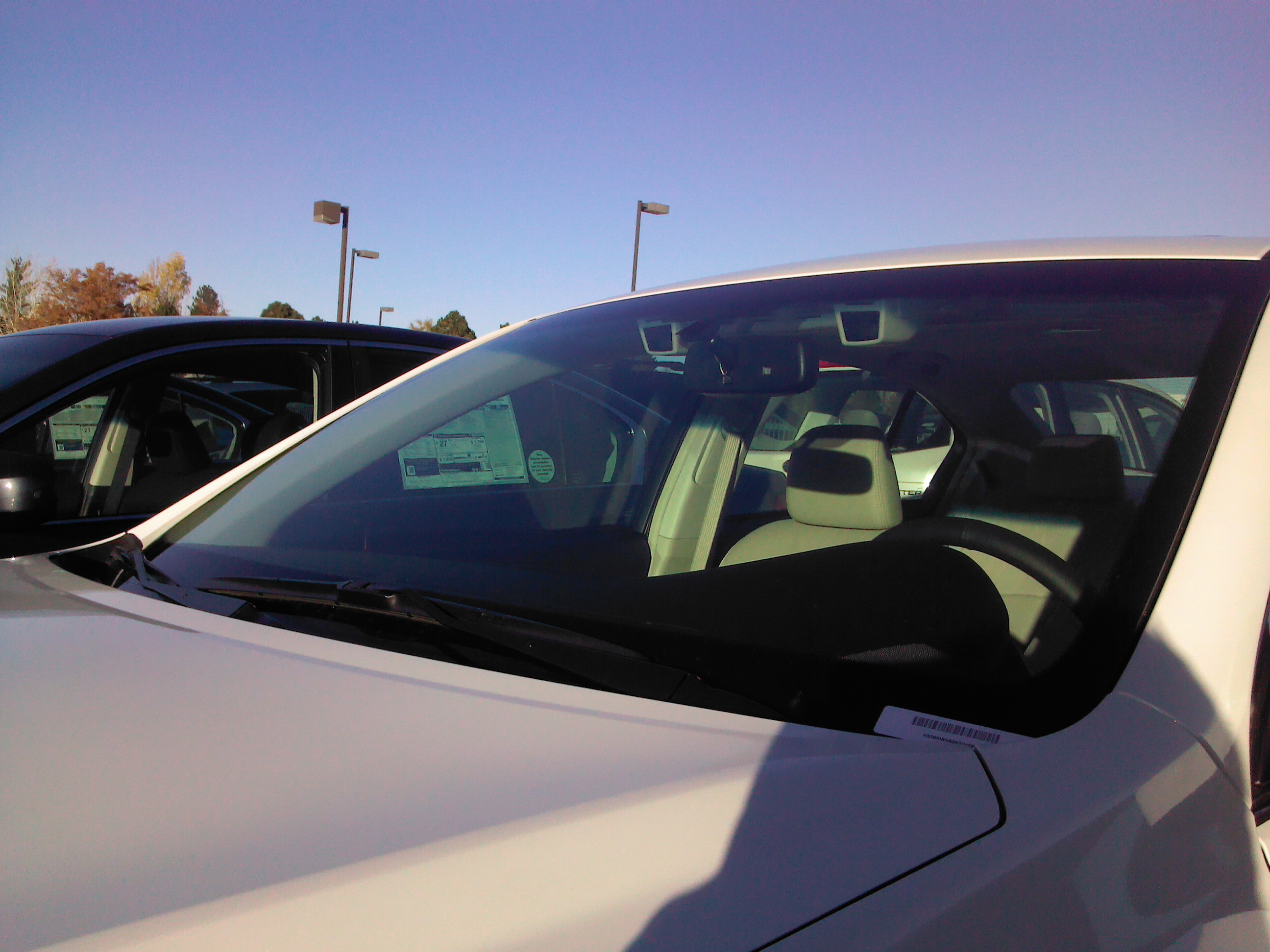
2014年美規速霸陸Legacy所裝設之EyeSight

EyeSight乃日本富士重工業自2004年起與日立製作所合作開發之行車安全輔助系統，曾獲得2011年第21屆RJC年度風雲車年度最佳技術獎、2012年文部科學大臣獎、2013年第10屆新機械振興獎經濟產業大臣獎、2015年度優良設計獎等獎項；目前該系統已陸續搭載於該公司生產之Legacy、Outback、Exiga、Forester、Impreza、XV、WRX、Levorg等車種。

## 歷史與概要
1989年起富士重工業開始投入攝影鏡頭的相關研究，1991年在第29屆東京車展上公開「主動駕駛輔助系統（Active Driving Assist，縮寫成ADA）」。1999年9月24日首度將ADA系統量產，搭載於第三代Legacy Lancaster ADA車型上。原廠在擋風玻璃內側上方裝設兩具CCD攝影鏡頭，配合VDC車輛動態控制系統（Vehicle Dynamics Control System），可針對車間距離、彎路、行駛路線偏移等狀況提供警報給駕駛人。當設定巡航定速時，萬一與前車的距離過近，系統還會自動減速。因此，ADA系統可說是EyeSight的前身。2004年該公司獲得日立製作所麾下日立汽車系統公司的技術奧援，結合後者的單眼式攝影機，以及二家公司共同開發的影像處理系統軟體，進一步發展成EyeSight行車安全輔助系統。此系統陸續使用在第四代Legacy和速霸陸Exiga上，獲得不少好評。
2010年精進為第二代EyeSight，整合了更多功能：
- 預警式自動剎停控制系統（Pre-Collision Braking Control）：當車輛極為靠近前車或其他物體時，系統會向駕駛人發出警示音。
- 預警式剎停協助系統（Pre-Collision Brake Assist System）：萬一駕駛人沒有減速，以致進入系統所判定的撞擊區域內，此功能會自動介入煞車系統，降低車速以阻止碰撞或降低碰撞傷害。
- 全速域自動巡航系統（Adaptive Cruise Control With All-speed Range Tracking Function）：此功能除了傳統的巡航定速外，遇到前車減速時會自動減速以保持車距，或於必要時煞停車輛。
- 萬一發生事故時，該系統可像行車紀錄器一樣保存當時的行車資訊，包括方向機轉角、引擎回轉數、油門踏板深度、煞車與排檔桿狀態等資料。

這套系統仍有其限制，譬如夜晚、濃霧、豪雨等不良天候，甚至車頭正朝著夕陽時，皆有可能影響兩具CCD攝影鏡頭的使用。另外，行駛在被積雪覆蓋的路面時，鏡頭也無法判斷車輛是否偏移車道。總括來說，這套系統僅能當作輔助之用，駕駛人不能百分之百仰賴這套系統開車。2015年6月19日原廠發表第二款油電混合車「Impreza Sport Hybrid」，列為標準配備的第二代EyeSight針對Hybrid動力做出調整，新增ECO巡航控制機能，在啟用主動式定速巡航時能盡量以電能動力優先，長途駕駛時可省下可觀的燃油。
2014年6月20日原廠推出第三代EyeSight，車頭後照鏡上方改安置兩個攝影鏡頭，相距36公分以提供更寬廣的探測範圍。雖然攝影鏡頭體積比原來縮小15%，但偵測距離的長度與寬度皆增加40%。此外在儀表板上方安裝一個小螢幕，顯示系統偵測到與前車的間距、巡航定速設定時速及車輛現時速度。此系統具有四項功能：
- 自適應巡航控制（Adaptive Cruise Control）：在巡航定速的狀態下與前車保持適當間距，前車減速時亦主動介入煞車以調節車距。當前方淨空時，又恢復原設定的時速。
- 預警式剎停（Pre-Collision Braking）：最高作動時速從30km/hr提高至48km/hr，當車輛極為靠近前車或其他物體時，系統會向駕駛人發出警示音。萬一駕駛人沒有減速，以致進入系統所判定的撞擊區域內，此功能會自動介入煞車系統，降低車速以阻止碰撞或降低碰撞傷害。
- 防撞動力管理（Pre-collision Throttle Management）：當系統偵測到前方有危險障礙物，駕駛人又沒有減速時，會介入油門控制。
- 車道偏離警示（Lane Departure and Sway Warning）：車輛開始飄移或偏離原先車道時，系統會發出聲響警告駕駛人。

原廠根據交通事故綜合分析中心提供的資料，深入研究2010年至2014年間與該公司車款有關的道路死亡車禍事故。結果發現配備EyeSight的車型在每一萬輛的車禍中，「追撞前車」的發生次數明顯減少80%、撞上行人的次數亦減少50%；此外，配備此系統的車型也會比沒有配備的車減少60%的車禍次數。
2015年3月該系統再度改良，除了體積縮減15%，改成彩色立體攝影機後偵測範圍也擴增40%，對前方車輛的可偵測速度差由每小時19英里（約每小時30公里）提升至每小時30英里（約每小時48公里）。2016年10月3日再次精進，新增連續車道保持功能，且將車道保持功能的作動車速由65km/h以上改成60km/h以上，搭配可於0-100km/h全速域自動跟車（含靜止起步加速功能）的主動式巡航系統，等同具備單一車道自動駕駛的功能，可大幅減輕長途駕駛的負擔。
第四代EyeSight首見於2020年10月推出的第二代Levorg，其立體攝影機改成由瑞典商維寧爾供應，解析度從1.2兆像素提升至2.3兆，水平視角拉寬了約2倍。攝影鏡頭視角擴大後有助於機殼與擋風玻璃緊貼，於是搭載位置更向前。除以往後側方雷達、車尾超音波感應器之外，車頭左右再加裝毫米波雷達。提升制動力道的煞車助力器改成電動式，CPU採用美國商賽靈思的FPGA「Zynq UltraScale＋ MPSoC」異質架構多重處理系統晶片。此外，2023年式美規Outback登場時又多了一顆電裝公司製造的單眼廣角鏡頭，以作為監視前方之用。
第四代EyeSight主要追加的功能是：
- LCF車道維持置中系統：透過辨識車道兩側白標線輔助方向盤的轉向，也可依據前車動態做調整。
- LDP車道偏離輔助系統：若系統偵測車輛即將離開車道且未打方向燈，則會藉由道路識別標記，微幅修正轉方使車輛回到車道內。
- AES緊急自動轉向輔助系統：當預防碰撞自動煞車系統作動不足便自動開啟，以立體攝影鏡頭與後方雷達進行雙重偵測，判斷是否有足夠空間避免車輛碰撞。若判斷為安全便會轉向輔助，使車輛駛向可避開障礙物之區域。

更高階的「Eyesight X」則是整合準天頂衛星系統及三菱電機共同開發的3D高精度地圖資料，並加入前置雷達、360度全景影像輔助鏡頭，可在進入彎道或高速公路收費站前提早減速，而且怠速熄火系統無須踩下油門踏板重啟。此套系統搭配駕駛人疲勞攝影機監測系統，可在走走停停的塞車狀況下讓駕駛人放開雙手交由系統自行駕駛，並提供自動切換車道的功能，駕駛人僅需撥動方向燈撥桿，系統就會自動偵測後方是否有來車而自行切換車道，但恢復車速之後仍需緊握方向盤。

### 安全性召回
2015年5月15日原廠針對北美洲車主發出安全性召回，由於Eyesight中的預警式剎停系統在煞車燈故障狀態下無法正常運作，必須召回約72,000輛各式車款，包含2014年3月至2015年4月間生產的Legacy、2014年2月至2015年4月的Outback、2014年10月至2015年6月的XV、2015年3月生產迄今的WRX等。車主回廠後，原廠將耗費約1小時進行軟體更新以改善此缺失。

## 內部連結
- 富士重工業
- 速霸陸汽車

## 出典
1. ↑  參考（日語）富士重工業 日立オートモティブシステムズ第10回新機械振興賞「経済産業大臣賞」を受賞 （页面存档备份，存于）。
2. ↑  （日語）スバル 運転支援システム「アイサイト」が2015年度グッドデザイン・ベスト100に選出～レガシィ アウトバック／B4もグッドデザイン賞を受賞～ （页面存档备份，存于）。
3. ↑  請見（日語）SUBARU: スバル レガシィ ランカスターに「ランカスターＡＤＡ（アクティブ・ドライビング・アシスト）」を追加 （页面存档备份，存于）。
4. ↑  （日語）日立：新たな価値協創で、次代のクルマ社会の夢を実現する （页面存档备份，存于）。
5. ↑  參看明報車網：EyeSight令Subaru 汽車更安全 Archive.today的存檔，存档日期2013-11-08。
6. ↑  （日語）スバル アイサイト搭載車の事故件数、非搭載車の6割減…追突事故は8割減 （页面存档备份，存于）。
7. ↑  U-Car車壇新聞：世界不再黑白，Subaru Eyesight增加色彩辨識 （页面存档备份，存于）。
8. ↑  （日語）bestcarweb: 新型レヴォーグとアイサイトXは安全技術に革命を起こすか!?? （页面存档备份，存于）。
9. ↑  （日語）GQ：なぜアイサイトXのハンズオフ機能は50km/h以下でしか使えないのか？ 開発担当者に訊いた！ （页面存档备份，存于）。
10. ↑  （日語）Car Watch：スバルの新型「アイサイトX」、心臓部にザイリンクスのFPGAを採用 新型「レヴォーグ」を支えるZynq UltraScale＋ MPSoC （页面存档备份，存于）。
11. ↑  （日語）Car Watch：デンソー、画像センサーの広角化に成功 スバルの新型「クロストレック」日本仕様に搭載 （页面存档备份，存于）。
12. ↑  （日語）Motor-Fan：「アイサイトX」は渋滞時ハンズオフに対応！ 停止・発進の繰り返しもスイッチ操作なしで可能に （页面存档备份，存于）。
13. ↑  （英文）Healthy Canadians: SUBARU issued a recall on multiple vehicle models - Recalls & alerts （页面存档备份，存于）。
14. ↑  請閱覽（英文）Consumer Reports: Subaru recalls cars with EyeSight active safety （页面存档备份，存于）。

## 外部連結
- （日語）日本官方網站